# Cristina-Adela Foișor
Cristina-Adela Foișor, née Cristina Bădulescu le 7 juin 1967 à Petroșani et morte le 22 janvier 2017 à Timișoara, est une joueuse d'échecs roumaine.
Maître international à partir de 1997, elle a remporté le championnat de Roumanie à cinq reprises (en 1989, 1998, 2011, 2012 et 2013) et fut quart-de-finaliste du championnat du monde féminin de 2001.
Au 1er octobre 2016, Cristina Adela Foisor est la troisième joueuse roumaine avec un classement Elo de 2 360.

## Championnats du monde
En 1993, Cristina Adela Foisor finit septième du tournoi interzonal féminin (après un départage contre Pia Cramling et Aimur Sofieva), ce qui la qualifiait pour le tournoi des candidates de 1994 à Tilbourg où elle termina 7e-8e parmi les neuf participantes. En 1999, elle fut dix-septième du tournoi interzonal.
Lors du championnat du monde féminin de 2001, elle parvint en quart de finale où elle fut éliminée par Xu Yuhua, après avoir battu Elisabeth Pähtz en huitième de finale. Lors des éditions suivantes du championnat du monde, Cristina Adela Foisor fut éliminée dès le premier tour par Elina Danielian (en 2006) puis par Almira Skripchenko (en 2010) et par Mariya Mouzytchouk (en 2012).

## Compétitions par équipe
Cristina Adela Foisor a représenté la Roumanie lors du championnat du monde par équipe féminine de 2013, de treize olympiades entre 1988 et 2014.
Elle a participé à huit championnats d'Europe par équipe féminine entre 1992 et 2015, remportant trois médailles en 1997 : la médaille d'argent par équipe et deux médailles individuelles au deuxième échiquier, troisième meilleure performance individuelle du championnat d'Europe avec 5,5 points sur 7 (+4, =3).